# Нейтральная ось

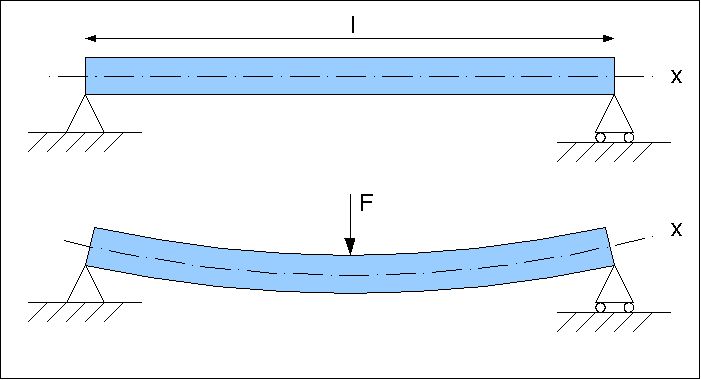
Изогнутая балка. Нейтральный слой показан пунктиром. Его пересечение с поперечным сечением балки даёт нейтральную ось.

Нейтральная ось (в сопротивлении материалов) — линия в продольном сечении изгибаемой балки, в точках которой нормальные напряжения, параллельные оси балки, равны нулю. Нейтральная ось делит сечение на две части, в одной из которых действуют растягивающие нормальные напряжения, а в другой — сжимающие.

## Теория
При изгибе бруса часть волокон между двумя взятыми произвольно поперечными сечениями удлиняются, часть — укорачиваются. В случае простого (плоского) изгиба в месте перехода от вытянутых волокон к сжатым расположен бесконечно тонкий слой, перпендикулярный плоскости изгиба (плоскости изогнутой оси бруса), в которой расстояние между поперечными плоскостями, а, следовательно, и длина волокон не изменяются. Пересечение этого нейтрального слоя с поперечным сечением дает нейтральную ось последнего. Если все внешние силы, действующие на прямой брус (включая реакции опор), расположены в плоскости изгиба перпендикулярно к изогнутой оси бруса, то нейтральный слой совпадает с осевым слоем, а нейтральная ось образуется пересечением этого слоя с поперечным сечением. Если нейтральный слой между двумя поперечными сечениями расположен вне бруса, то все волокна бруса между этими сечениями либо растянуты, либо сжаты (один из случаев в сложном изгибе). Нейтральную ось также называют нулевой осью (нулевой линией), так как в ней удлинение волокон, а следовательно и продольное напряжение, равно нулю.